# Leopoldina dos Santos
Leopoldina dos Santos foi uma política moçambicana. Em 1977, ela fez parte do primeiro grupo de mulheres eleitas para a Assembleia do Povo.

## Biografia
Dos Santos foi candidata da FRELIMO nas eleições parlamentares de 1977, nas quais foi uma do primeiro grupo de 27 mulheres eleitas para a Assembleia do Povo.